# Георги Разсолков
Георги Тодоров Разсолков (Расолков) е български революционер, деец на Вътрешната македоно-одринска революционна организация и Българската комунистическа партия.

## Биография
Георги Разсолков е роден на 23 април 1885 година в революционно семейство в разложкото село Белица, което тогава е в Османската империя. В 1900 година започва да учи в Сярското българско педагогическо училище, където влиза във ВМОРО. Участва в Илинденско-Преображенското въстание през лятото на 1903 година и е осъден задочно на 101 години затвор. След въстанието бяга в България и започва да учи в Кюстендилското педагогическо училище, където става социалист. След завършването си в 1905 година става учител в Горно Вършило, Пазарджишко, и в същата година е сред учредителите на учителска социалдемократическа група в Пазарджик. На следната 1906 година става член на Българската работническа социалдемократическа партия (тесни социалисти).
След Младотурската революция през лятото на 1908 година и обявената амнистия, се връща в Османската империя и още същата година става главен български учител в Белица. Разсолков е сред основателите и пръв председател на българското читалище „Зора“ в селото. Продължава да се занимава с революционна дейност и след изпаряването на Хуриета е принуден отново да емигрира в Свободна България в 1909 година.
Става главен учител в пазарджишкото село Братаница, но заради комунистическите му убеждения властите го преследват и той е принуден да изостави учителската професия в 1912 година. В 1914 година записва право в Софийския университет. Участва в Първата световна война и е един от организаторите на големия бунт в Двадесет и седми пехотен чепински полк.
В 1919 година завършва университета и започва работа като адвокат в Пазарджик. Влиза в градския и в околийския комитет на БКП и развива дейност по разширяване на организационната мрежа на партията в Пазарджишко и Пещерско. В 1920 година става общинар в Пазарджик от БКП. В 1921 година е сред основателите на комунистическата група на бежанците в Горна Джумая. В 1923 година участва в подготовката на въстание. Арестуван е на 12 септември и убит на брега на Марица.